# Mariana Enriquez
Mariana Lorena Enriquez Ledesma (Buenos Aires, 6 de diciembre de 1973), conocida como Mariana Enriquez, es una escritora, periodista y docente argentina. Forma parte del grupo de escritores conocido como «nueva narrativa argentina», del género de terror llamada por algunos «la reina del terror». Su narrativa se enmarca dentro de ese género y ha sido publicada en revistas internacionales como Granta, Electric Literature, Asymptote, McSweeney's, Virginia Quarterly Review y The New Yorker. Entre sus obras más reconocidas destacan el libro de cuentos Las cosas que perdimos en el fuego (2016) y la novela Nuestra parte de noche (2019), por la que obtuvo el Premio Herralde de Novela.

## Biografía

### Primeros años
Mariana Enriquez nació en el año 1973 en la Ciudad de Buenos Aires y se crio en la localidad granbonaerense de Valentín Alsina. Creció en medio de las historias y supersticiones de su abuela Hilda, oriunda de la provincia de Corrientes. Su abuela paterna Carmen era gallega, proveniente de Finisterre, a la cual ha descrito como "muy anticlerical, muy antifascista y muy racional [...] todo lo contrario a la otra." A finales de los años ochenta se mudó junto a su familia a la ciudad de La Plata, donde se acercó a la literatura, el punk y el rock. En la Universidad Nacional de La Plata se licenció en Periodismo y Comunicación Social.

### Trayectoria literaria
Enriquez comenzó a escribir atravesada por la lectura de clásicos del terror estadounidense de autores tales como Stephen King y H. P. Lovecraft. A los 19 años escribió su primera novela, Bajar es lo peor, que retrata varios temas que inquietaban a la juventud de su época: la ansiedad adolescente, el alcohol, las drogas, el rock, entre otros. Gracias a la hermana de una amiga, el manuscrito llegó a las manos de Juan Forn, entonces editor de Editorial Planeta, quien decidió publicar la novela. Aunque el libro no recibió buenas críticas, se convirtió en un éxito de ventas y tuvo lectores que lo consideraron un libro de culto. En el año 2002 se estrenó la película homónima basada en la novela, dirigida por Leyla Grünberg.
Luego del éxito de su primer libro, Enriquez empezó a trabajar como periodista, primero de freelance y, luego, en el diario argentino Página/12, donde finalmente se convirtió en subeditora del suplemento cultural Radar. En 2004 publicó su segunda novela, Cómo desaparecer completamente, la cual sigue la historia de un muchacho llamado Matías que vive en un barrio de clase baja de Buenos Aires y debe afrontar los recuerdos de los abusos sexuales que sufrió por parte de su padre y la descomposición social producto de la crisis económica argentina de los años noventa.

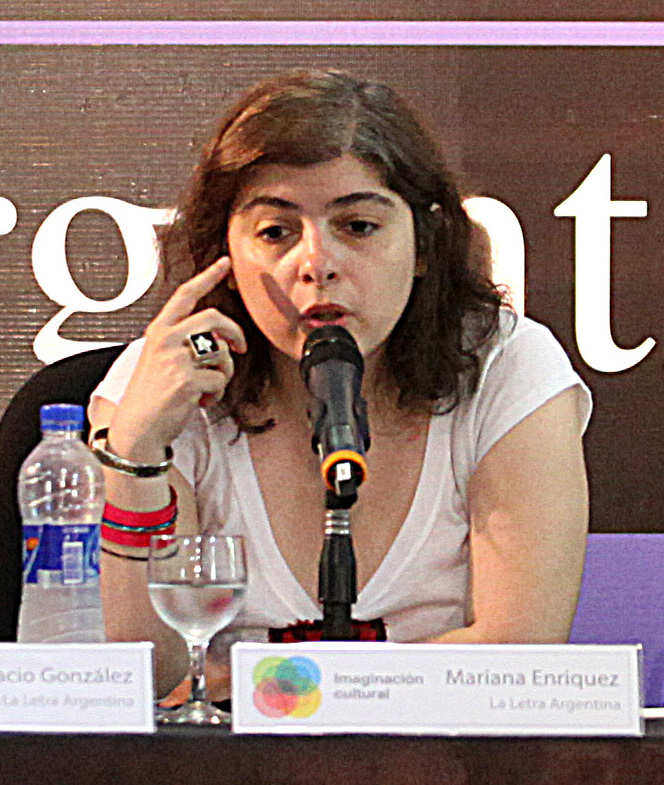
Enriquez en la segunda jornada del encuentro de escritores «La letra argentina», 2014.

En 2005 Enriquez publicó en la antología La joven guardia (2005) su primer cuento, titulado «El aljibe», en el que una niña visita junto a su familia a una curandera donde practican un ritual. Al año siguiente su cuento «Ni cumpleaños ni bautismos» apareció en la antología Una terraza propia: Nuevas narradoras argentinas (2006). Ambos textos fueron incluidos, junto a varios otros relatos que exploran el género del terror, en Los peligros de fumar en la cama, el primer libro de cuentos de Enriquez, el cual se publicó en el año 2009. Allí se pueden encontrar textos como «El desentierro de la angelita» y «Chicos que vuelven», relatos que están atravesados por la persistencia de la muerte en el mundo de los vivos o el trauma de lo no resuelto. En 2016 Enriquez publicó su segundo libro de cuentos, Las cosas que perdimos en el fuego, que se convirtió en un éxito en ventas y fue traducido a más de una decena de idiomas. El libro ganó, en 2018, el Premio Ciutat de Barcelona en la categoría de lengua castellana.
En 2019 Enriquez ganó el Premio Herralde de Novela, que convoca la Editorial Anagrama, por su novela Nuestra parte de noche, que publicó ese mismo año. El título de la obra fue tomado de unos versos de la poeta Emily Dickinson, y en la misma se narra la historia de un padre y un hijo llamados a ser médiums de una sociedad secreta que busca la vida eterna, esto contextualizado en los años de la última dictadura argentina. En la novela, Enriquez puso en juego todas las inquietudes que fue trazando en la totalidad de su obra: los santos paganos, referencias a los mundos de H.P. Lovecraft, Emily Brontë y Ernesto Sábato, el vampirismo, el sexo entre hombres, la turbia belleza baudelaireana, la belleza injuriada de Rimbaud, la literatura fantástica y de terror, los subterráneos, los demonios-hombres y demás tópicos de su literatura.
En 2020, durante el aislamiento social preventivo y obligatorio durante la pandemia por coronavirus, Enriquez escribió una serie de entradas a modo de «diario de cuarentena» en la página web oficial del Centro Cultural Kirchner. Desde ese mismo año hasta agosto de 2022, fue la Directora de Letras del Fondo Nacional de las Artes. Entre marzo y diciembre de 2023, realizó funciones en las ciudades de Rosario, Córdoba, Mendoza y Buenos Aires de la experiencia performática No traigan flores. Ese último mes, además, publicó en el sello chileno Montacerdos el libro Porque demasiado no es suficiente, acerca de su fascinación por la banda británica Suede. En marzo de 2024 publicó en la editorial Anagrama su tercer libro de cuentos, Un lugar soleado para gente sombría.

## Vida personal
Desde el año 2009 hasta comienzos de 2025, Enriquez vivió en el barrio porteño de Parque Chacabuco junto a su esposo, el escritor australiano Paul Harper. Actualmente, la pareja reside en Launceston (Tasmania).

### Influencias
Hablando de sus influencias literarias, la escritora reconoció entre ellas a los escritores argentinos Roberto Arlt, Jorge Luis Borges, Silvina Ocampo y Manuel Puig; los estadounidenses Stephen King, William Faulkner y Toni Morrison; los británicos T. S. Eliot, M. John Harrison, Bruce Chatwin, Alan Moore y Neil Gaiman (los últimos dos de trayectoria en el género del cómic); el uruguayo Juan Carlos Onetti, el irlandés James Joyce y el chileno Roberto Bolaño.

## Obra

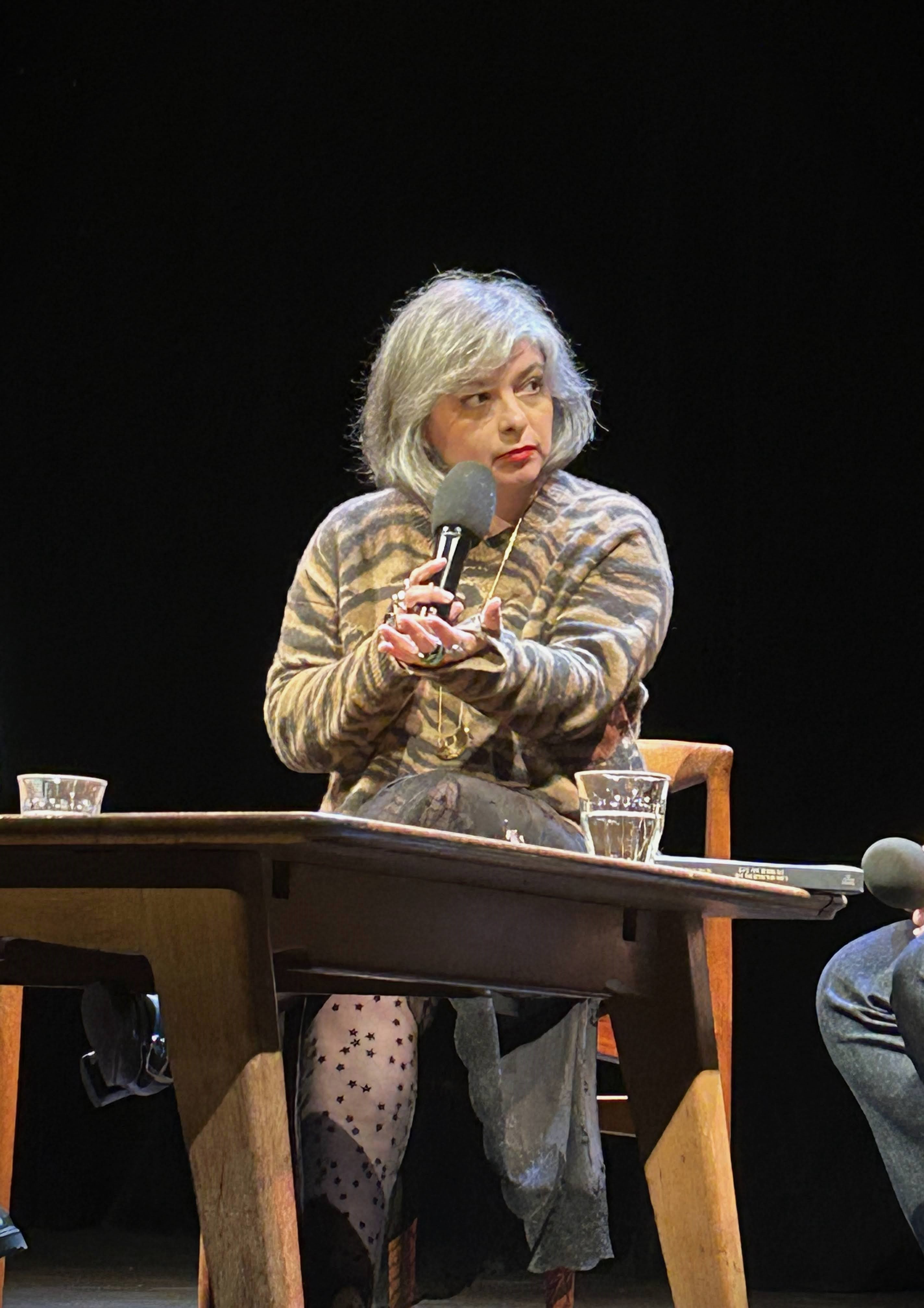
Enriquez durante una presentación en París, enero de 2023.

### Novelas
- 1995: Bajar es lo peor
- 2004: Cómo desaparecer completamente
- 2017: Este es el mar
- 2019: Nuestra parte de noche

### Cuentos
- 2009: Los peligros de fumar en la cama
- 2010: «Chicos que vuelven» (cuento individual)
- 2016: Las cosas que perdimos en el fuego
- 2019: «Ese verano a oscuras» (cuento individual)
- 2024: Un lugar soleado para gente sombría

### Otros
- 2003: Mitología celta
- 2007: Mitología egipcia
- 2013: Alguien camina sobre tu tumba. Mis viajes a cementerios
- 2014: La hermana menor. Un retrato de Silvina Ocampo
- 2020: El otro lado. Retratos, fetichismos, confesiones[45]
- 2021: El año de la rata (con ilustraciones de Dr. Alderete)[46]
- 2023: Porque demasiado no es suficiente. Mi historia de amor con Suede.
- 2025: Archipiélago[47]

## Premios
- 2017: Premio Ciutat de Barcelona en la categoría «Literatura castellana» por Las cosas que perdimos en el fuego[48]
- 2019: Premio Herralde de Novela por Nuestra parte de noche[49]
- 2019: Premio Kelvin 505 a la «Mejor novela original en castellano»[50]
- 2019: Premio Celsius a la mejor novela de ciencia ficción, terror o fantasía escrita en español por Nuestra parte de noche[51]
- 2019: Premio de la Crítica en Narrativa por Nuestra parte de noche[52]
- 2022: Grand Prix de l'Imaginarie a «Mejor novela extranjera» por Nuestra parte de noche.[53]
- 2024ː Premio Konex 2024 Letras - Cuentoː Quinquenio 2019-2023. Diploma al mérito.[54]
- 2024: Premio Iberoamericano de Letras José Donoso 2024[55]